# マグマニ
マグマニ（MAG*mani）は、千葉県千葉市にあった「新型アキバ系ショップ」をコンセプトとしたアニメ・コミック・ゲーム関連商品の販売店。運営は株式会社マグマニが行っていた。MAGはマンガ、アニメ、ゲームの頭文字から取られた頭字語である。 
かつては川崎や秋葉原にも店舗があったが、最終的に千葉の一号店のみとなり、その千葉店も2010年8月1日で閉店、通信販売も終了した。地場系の小規模店ながら、店舗オリジナル特典が付く商品の数は大手ショップに比べ引けをとっていないのが特徴だった。全店で使用可能なポイントカードを導入しており、商品購入（現金決済のみ）またはゲームソフト買取1,000円毎に1ポイントが加算され、50ポイントで1,000円分の値引還元が行われた。
千葉店ではヴァイスシュヴァルツや遊戯王等のカードゲーム大会が定期的に開催されていた。

## 店舗
千葉店
千葉県千葉市中央区中央三丁目18-3 千葉中央ビル3F（千葉都市モノレール1号線葭川公園駅より約100ｍ）。2006年3月15日開店、2010年8月1日閉店。
川崎店
神奈川県川崎市幸区堀川町72-1 ラゾーナ川崎プラザ4F（ナムコワンダーパークヒーローズベース内）。2006年9月28日開店、2009年10月12日、秋葉原に移転のため閉店。
秋葉原店
東京都千代田区外神田三丁目14-9 第一北澤ビル4F（秋葉原中央通り沿い）。川崎店が移転して2009年10月23日開店、2010年4月11日閉店。